# Troßalter
Troßalter ist ein Gemeindeteil von Birgland im Landkreis Amberg-Sulzbach in der bayerischen Oberpfalz.

## Geografie
Das Dorf liegt im Norden des Oberpfälzer Jura im westlichen Teil der Oberpfalz. Das auf einer Höhe von 575 m ü. NHN gelegene Troßalter ist etwa acht Kilometer von dem östlich liegenden Pfarrdorf Illschwang entfernt, in dem die Birglander Gemeindeverwaltung ihren Sitz hat.

## Geschichte

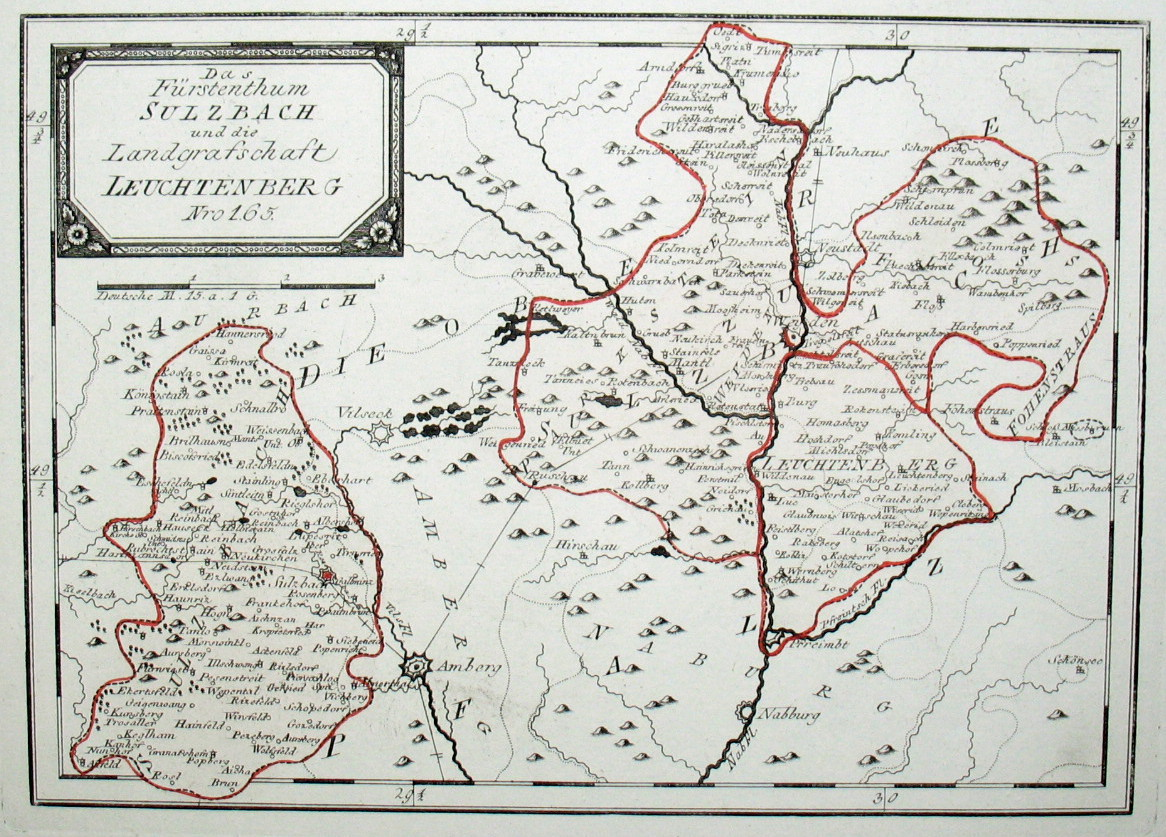
Das Territorium des Herzogtums Sulzbach mit dem Gebiet des Landrichteramtes Sulzbach im Südwesten

Zum Ende des Heiligen Römischen Reiches unterstand das bis 1777 kurpfälzische Dorf der Landeshoheit des Kurfürstentums Pfalzbaiern. Es gehörte dabei zum Landrichteramt Sulzbach, dem südwestlichen Teil des wittelsbachischen Herzogtums Sulzbach. Im Rahmen des im Herzogtum Sulzbach seit 1652 geltenden Simultaneums waren die evangelischen Einwohner des damals aus drei Anwesen bestehenden Ortes nach Fürnried gepfarrt, die katholischen Einwohner der Pfarrei in Heldmannsberg zugeordnet.
Durch die Verwaltungsreformen zu Beginn des 19. Jahrhunderts im Königreich Bayern wurde Troßalter mit dem Zweiten Gemeindeedikt im Jahr 1818 ein Bestandteil der Landgemeinde Eckeltshof, zu der auch die Orte Buchhof, Kegelheim, Pleishof und Wolfertsfeld gehörten. Im Zuge der kommunalen Gebietsreform in Bayern in den 1970er Jahren wurde Troßalter zusammen mit der Gemeinde Eckeltshof am 1. Juli 1972 in die neu gebildete Flächengemeinde Birgland eingegliedert.

## Verkehr
Eine bei Fürnried von der Kreisstraße AS 3 abzweigende Gemeindeverbindungsstraße durchquert den Ort und führt an Pleishof vorbei weiter nach Eckeltshof, wo sie in die Kreisstraße AS 36 einmündet. Der ÖPNV bedient das Dorf an einer Haltestelle der Rufbuslinie 24 des VGN. Der am schnellsten erreichbare Bahnhof befindet sich in Sulzbach-Rosenberg an der Bahnstrecke Nürnberg–Schwandorf.